# Viridans-Streptokokken
Die Einteilung der Lebewesen in Systematiken ist kontinuierlicher Gegenstand der Forschung. So existieren neben- und nacheinander verschiedene systematische Klassifikationen. 
Das hier behandelte Taxon ist durch neue Forschungen obsolet geworden oder ist aus anderen Gründen nicht Teil der in der deutschsprachigen Wikipedia dargestellten Systematik.
Viridans-Streptokokken sind grampositive, kugelförmige Bakterien aus der Gattung Streptococcus (Streptokokken). Es handelt sich nicht um eine einzelne Art, vielmehr um eine Gruppe mit zahlreichen verschiedenen Streptococcus-Arten, die in weiteren Untergruppen aufgeführt sind. Die Bezeichnung ist historisch begründet und wird in der medizinischen Mikrobiologie verwendet. Mitunter finden sich auch die Bezeichnung als Streptococcus viridans-Gruppe oder  die Bezeichnung „Streptococcus viridans“, welche jedoch irreführend ist, da ein Binomen auf eine Art verweist. Die Viridans-Streptokokken gehören zu den „vergrünenden Streptokokken“ (lat. viridans: „grünend“) und kommen im Mund-Rachen-Raum vor. Deshalb werden sie auch als „orale Streptokokken“ bezeichnet. Sie sind der häufigste bakterielle Krankheitserreger bei der langsam verlaufenden Herzwandentzündung (Endocarditis lenta). Vertreter der Mutans-Untergruppe (z. B. Streptococcus mutans) sind Erreger von Karies. Die meisten Arten innerhalb der Viridans-Streptokokken sind jedoch im Allgemeinen nicht pathogen.

## Merkmale

### Gemeinsame Merkmale

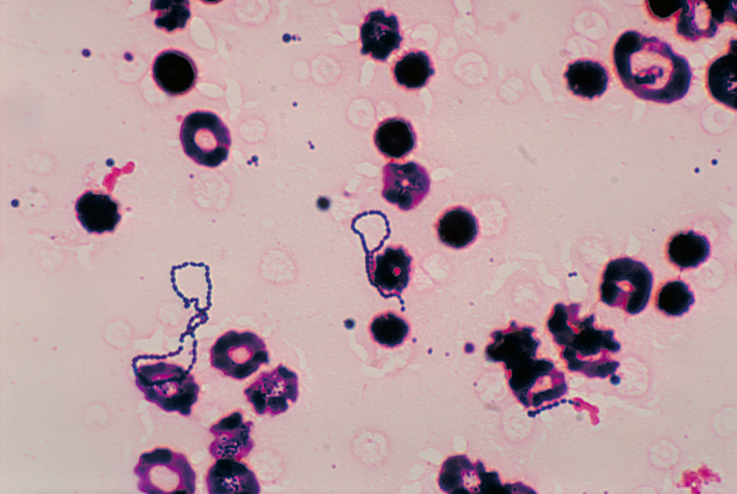
Viridans-Streptokokken ist eine Bezeichnung für eine große Gruppe von im Allgemeinen nicht pathogenen Streptokokken.

Viridans-Streptokokken liegen als kokkenförmige Zellen vor, die wie bei vielen Streptokokken zu Ketten angeordnet sind. Wie alle Vertreter der Gattung bilden sie keine Endosporen. Die Gram-Färbung verläuft positiv. Auf Blutagar zeigen die gewachsenen Kolonien einen vergrünenden Hof, der typisch für eine α-Hämolyse ist. Deshalb werden sie als α-hämolysierende Streptokokken oder als „vergrünende Streptokokken“ bezeichnet, viridans aus dem Lateinischen bedeutet „grün machen“ oder eine „grüne Farbe produzieren“. Das namensgebende Hämolyseverhalten trifft aber nur auf die ursprünglich dieser Gruppe zugeordneten Bakterien zu (vergleiche Abschnitt Systematik und Taxonomie).
Weiterhin ist ein gemeinsames Merkmal, dass bei 10 °C kein Wachstum mehr erfolgt, während sich bei 45 °C die meisten Vertretern noch vermehren können. Gegenüber Natriumchlorid (Kochsalz) verhalten sie sich mäßig tolerant, in einem Nährmedium mit 6,5 % NaCl erfolgt jedoch kein Wachstum mehr.

### Unterscheidungsmerkmale zu anderen Streptokokken
Von medizinischer Bedeutung ist die Unterscheidung der Viridans-Streptokokken von Streptococcus pneumoniae, der auch zu den α-hämolysierenden Streptokokken gehört. Sie können mit einem Optochin-Test differenziert werden, da die Viridans-Streptokokken Optochin-resistent sind, während Streptococcus pneumoniae Optochin-sensibel ist. Außerdem liegen die Zellen von S. pneumoniae als Diplokokken vor, die pathogenen Formen sind typischerweise bekapselt. Die Viridans-Streptokokken weisen keine Polysaccharid-Kapsel auf.
Ebenso fehlen die Antigene der Lancefield-Gruppe C, der Lancefield-Gruppe A (typisch für S. pyogenes und andere A-Streptokokken), der Lancefield-Gruppe B (typisch für S. agalactiae) und der Lancefield-Gruppe D (typisch für Enterokokken).

## Vorkommen
Die Organismen kommen häufig in der Mundhöhle und im Hals-Nasen-Rachen-Bereich des Menschen vor. Einige Arten wurden auch von anderen Körperregionen (inklusive der Haut) und aus Fäzes isoliert. Außerdem hat man zugehörige Spezies in der Plaque von verschiedenen Tierarten nachgewiesen.

## Systematik und Taxonomie
Die zu den Viridans-Streptokokken zählenden Arten sind Vertreter der Gattung Streptococcus  in der Familie der Streptococcaceae in der Ordnung der Lactobacillales (Milchsäurebakterien), die der Abteilung der Firmicutes angehören.
Zu Beginn des 20. Jahrhunderts ist man davon ausgegangen, dass es sich um eine konkrete Art handelt, die als „Streptococcus viridans“ bezeichnet wurde und von „Streptococcus hemolyticus“ unterschieden werden konnte. Die Namensgebung bezieht sich auf das Hämolyseverhalten auf Blutagar. Streptokokken, die eine α-Hämolyse durchführen, wurden auch als „vergrünende Streptokokken“ bezeichnet. Demgegenüber standen die β-hämolysierenden Streptokokken (damals „Streptococcus hemolyticus“), die bereits früh als Krankheitserreger erkannt wurden.
Mit der Entdeckung und Untersuchung weiterer Streptokokken zeigte sich bald, dass es neben dem Hämolyseverhalten zu viele Unterschiede gab, als dies für die Vertreter einer Art akzeptabel erschien. Daher machte James Morgan Sherman 1937 den Versuch der weiteren Unterteilung und bezeichnete die erste Gruppe als viridans streptococci, also Viridans-Streptokokken. Diese Bezeichnung findet sich seitdem in der Fachliteratur. Folglich ist in der auf dem neu organisierten Bakteriologischen Code basierenden Approved Lists of Bacterial Names (engl. für „anerkannte Listen der Bakteriennamen“) von 1980 keine Art „Streptococcus viridans“ aufgeführt.
Mit immer neuen Arten wuchs die Gruppe der Viridans-Streptokokken an, außerdem befinden sich auch γ-hämolysierende Streptokokken darunter – diese führen keine Hämolyse durch. Dies führte zu dem Vorschlag, diese Gruppe besser nach ihrem Vorkommen als „orale Streptokokken“ zu bezeichnen. Phylogenetische Untersuchungen Ende des 20. Jahrhunderts zeigen innerhalb dieser Gruppe eine Aufteilung in vier verschiedene Teilgruppen, die jeweils mehrere Arten umfassen und nach einer typischen Spezies benannt sind.
- Die Anginosus-Gruppe, die auch als Anginosus-Streptokokken oder Streptococcus-anginosus-Gruppe bezeichnet wird, mit S. anginosus als typischen Vertreter. Diese wird mitunter auch Milleri-Gruppe oder „Streptococcus milleri“ genannt.
- Die Mitis-Gruppe, die auch als Mitis-Streptokokken oder Streptococcus-mitis-Gruppe bezeichnet wird, mit Streptococcus mitis als typischen Vertreter. In der medizinischen Literatur wird sie auch als Sanguis-Gruppe bezeichnet,[3] nach dem ebenfalls angehörigen „S. sanguis“, der nach aktueller Nomenklatur als Streptococcus sanguinis bezeichnet wird.[1]
- Die Mutans-Gruppe, die auch als Mutans-Streptokokken oder Streptococcus-mutans-Gruppe bezeichnet wird, mit S. mutans als typischen Vertreter.
- Die Salivarius-Gruppe, die auch als Salivarius-Streptokokken oder Streptococcus-salivarius-Gruppe bezeichnet wird, mit S. salivarius als typischen Vertreter.

Als nicht zu den „oralen Streptokokken“ zugehörig sollte die sogenannte Bovis-Gruppe betrachtet werden. Ihre Vertreter zeigen zwar auch α-Hämolyse (oder aber γ-Hämolyse), weisen jedoch auch die Antigene der Lancefield-Gruppe D auf. Die Art, nach der die Gruppe benannt wurde (S. bovis) wird nach aktueller Nomenklatur als Streptococcus equinus bezeichnet.

## Medizinische Bedeutung
Historisch gesehen hat man die Viridans-Streptokokken (α-hämolysierend) von der Pyogenes-Gruppe (β-hämolysierend) unterschieden, da erstere nicht so bedeutsam als Krankheitserreger waren. Doch auch durch einige Arten dieser Gruppe können Krankheiten verursacht werden, weshalb sie als fakultativ pathogen bzw. als opportunistische Erreger bezeichnet werden.

### Krankheiten
Streptococcus mutans, S. sobrinus und weitere Vertreter verstärken die Bildung von Karies. Auch andere Arten können bei Mundraum-Infektionen beteiligt sein. Wenn sie in den Blutstrom gelangen, können sie Endokarditis auslösen, besonders bei Menschen mit Herzklappenschäden. Sie können beispielsweise nach einer Zahnextraktion in die Blutbahn gelangen und an Fibrinablagerungen der geschädigten Herzklappe haften bleiben. Viridans-Streptokokken sind mit etwa 50–70 % die häufigste Ursache von bakteriellen Endokarditiden. Diese subakut verlaufende bakterielle Endokarditis wird auch als Endocarditis lenta bezeichnet.
Vertreter der Anginosus-Gruppe können an eitrigen Entzündungen (Abszesse) beteiligt sein. Sehr selten rufen Vertreter dieser Gruppe eine Hirnhautentzündung hervor. Mehrere Arten wurden bei immunsupprimierten Patienten als relevante Krankheitserreger identifiziert.

### Diagnose
Die Diagnose der Endokarditis erfolgt nach Echokardiographie (TEE). Eine mikrobiologische Diagnostik mittels Blutkultur sollte an drei unabhängig gewonnenen Proben erfolgen.

### Therapie
Je nach Krankheitsbild werden unterschiedliche Antibiotika eingesetzt, Viridans-Streptokokken sind gegen Penicillin empfindlich. Auch Ceftriaxon und Cefotaxim sowie alternativ Vancomycin werden eingesetzt. Bei der bakteriellen Endokarditis wird jedoch zuerst immer empirisch therapiert, bis ein endgültiger Erregernachweis, gegebenenfalls mit Antibiogramm erhältlich ist.

### Prophylaxe
Eine Prophylaxe gegen eine bakterielle Endokarditis wird nur bei wenigen Patienten als sinnvoll angesehen (siehe Endokarditis).